# Drunella lata
Drunella lata is een haft uit de familie Ephemerellidae. De wetenschappelijke naam van de soort is voor het eerst geldig gepubliceerd in 1911 door Morgan.
De soort komt voor in het Nearctisch gebied.